# Habranthus philadelphicus
Habranthus philadelphicus är en amaryllisväxtart som beskrevs av Pierfelice Ravenna. Habranthus philadelphicus ingår i släktet Habranthus och familjen amaryllisväxter.
Artens utbredningsområde är Paraguay. Inga underarter finns listade i Catalogue of Life.